# Criteris de Copenhaguen
Els criteris de Copenhaguen són les regles que defineixen si un país és elegible per esdevenir membre de la Unió Europea (UE). Els criteris requereixen que l'estat tingui unes institucions que preservin la governabilitat democràtica i els drets humans, una economia de mercat en funcionament, i que l'estat accepti les obligacions i intencions de la UE. Aquests van ser els criteris d'adhesió establerts el juny de 1993 en el Consell Europeu realitzat a la ciutat de Copenhaguen (Dinamarca), de la qual prenen el seu nom.
La majoria d'aquests elements s'han aclarit en l'última dècada mitjançant la legislació del Consell Europeu, la Comissió Europea i el Parlament Europeu, així com per la jurisprudència del Tribunal de Justícia Europeu i el Tribunal Europeu de Drets Humans.
No obstant això, de vegades apareixen conflictes en les interpretacions entre els Estats membres actuals - alguns exemples d'això són els quals es detallen a continuació.

## Criteris ciutadans
Durant les negociacions amb cada país candidat, el progrés cap al compliment dels criteris de Copenhaguen es controla regularment. Sobre la base d'això es prenen les decisions sobre quan i com un país ha de participar, o quines accions a prendre abans d'unir-se és possible.
La pertinença a la Unió Europea és definida per tres documents: 
- El Tractat de Maastricht de 1992 (Article 49), mitjançant els criteris geogràfics i polítics.[3]
- La declaració del Consell Europeu de juny de 1993 a Copenhaguen, és a dir, els Criteris de Copenhaguen, criteris definits mitjançant els conceptes polític, econòmic i legislatiu.[4]

- les negociacions marc per a cada país candidat, mitjançant unes:
  - Condicions específiques i detallades.
  - Declaració subratllant que el nou membre no pot ocupar el seu lloc a la Unió fins que es considera que la mateixa UE té la suficient "capacitat d'absorció" perquè això ocorri.

Quan aquests criteris es van acordar el 1993 no existia un mecanisme per a assegurar-se que qualsevol país que ja era estat membre de la UE complís aquests criteris. Aquestes disposicions van entrar en vigor l'1 de febrer de 2003 en virtut de les disposicions de la Tractat de Niça.

## Criteris geogràfics

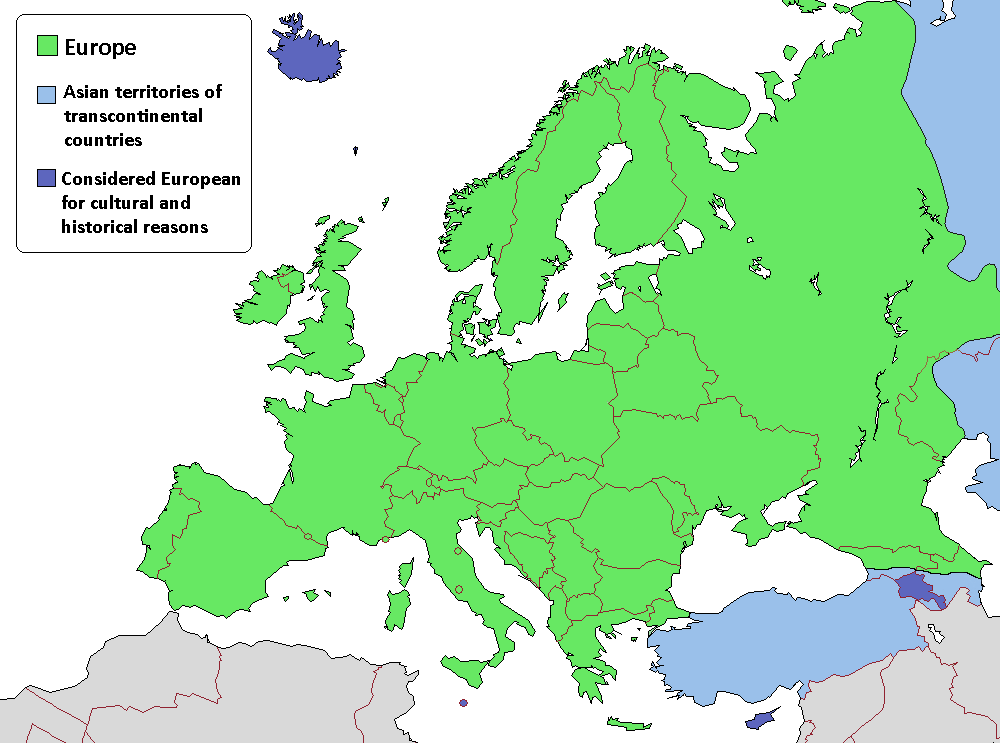
Límits i fronteres d'Europa.
Estats europeus
Extensió a Àsia dels Estats europeus
Geogràficament fora d'Europa però considerats europeus per raons històriques i culturals

L'article 49 del Tractat de Maastricht estableix que qualsevol país europeu que respecti els principis de la Unió Europea pot sol·licitar la seva incorporació a la Unió. No es fa esment algun de l'ampliació de la Unió Europea a països no europeus, però la negativa a acceptar la sol·licitud del Marroc i la negativa a establir converses amb Israel suggereixen que no és possible per als estats no europeus assolir l'adhesió a la UE. No obstant això, diverses definicions d'Europa insisteixen a definir que un país és europeu basant-se en la seva "valoració política" per part de la Comissió Europea i el Consell de la Unió Europea.
Les raons internes per a la classificació es creu que són similars (encara que no idèntiques) als del Consell d'Europa. Hi ha hagut un cert debat sobre això en el cas de Xipre - l'illa està situada geogràficament a Àsia, però raons històriques, culturals, polítiques i comercials als països europeus duen a considerar-lo més com un país europeu. També existeix el precedent de les regions membres de la UE que estan situades fora d'Europa, com per exemple la Guaiana Francesa (Amèrica del Sud), que és part de la UE en ser part integrant de França. Groenlàndia, regió situada geogràficament a l'Amèrica del Nord, es va unir a la Comunitat Econòmica Europea (CEE) l'any 1973 com a dependència danesa, però va escollir sortir voluntàriament de la CEE el 1983, quatre anys després de ser admesa.
No hi ha hagut molta controvèrsia sobre si Turquia és un país europeu, sobre la base que només el 3% del seu territori està a l'Europa geogràfica (la zona oest de la ciutat d'Istanbul), i la seva capital, Ankara, està situada a Àsia. Alguns observadors han reflectit que la percepció de la renúncia de molts Estats membres existents per a procedir a l'adhesió de Turquia a la UE es basa en els dubtes sobre si un país amb més del 90% de la població musulmana pot trencar la cristianitat del continent, entesa aquesta religió com un dels "símbols europeus d'identitat". Hi ha també molts arguments econòmics i polítics que s'han plantejat en contra de la seva adhesió. La UE va iniciar les negociacions d'adhesió amb Ankara, el 3 d'octubre de 2005, no obstant això, d'acord amb el marc de negociació per a Turquia, que va ser aprovada el mateix dia, les negociacions segueixen sent "un procés obert, el resultat del qual no pot garantir-se per endavant.

## Criteris polítics

### Democràcia
La democràcia funcional de la gestió dels assumptes públics exigeix que tots els ciutadans dels estats membres han d'estar en condicions de participar, en peus d'igualtat, en la presa de decisions polítiques que regeixen en cadascun dels nivells, des del nivell local, regional o estatal. Això també exigeix la lliure elecció amb sufragi secret, el dret a establir partits polítics sense cap obstacle per part de l'Estat; la llibertat d'expressió i premsa; la lliure organització en sindicats, i la llibertat judicial.

### Estat de Dret
L'Estat de Dret implica que l'autoritat del govern només pot exercir de conformitat amb les lleis establertes en cada país, que van ser aprovades a través d'un procediment establert. El principi és la intenció de ser una salvaguarda contra l'arbitrarietat fallada en casos individuals.

### Drets humans
Els drets humans són els drets que té tota persona a causa de la seva qualitat com a ésser humà, aquests drets són "inalienables" i pertanyents a tots els éssers humans. Si és un dret inalienable, el que significa que no pot ser atorgat, concedit, venut o limitat. Entre ells figuren el dret a la vida, el dret a ser processat només d'acord amb les lleis que estan en existència en el moment de cometre el delicte, el dret de no ser sotmès a l'esclavitud, i el dret de no ser sotmès a tortures.
La Declaració Universal dels Drets Humans realitzada per l'ONU és considerada la més alta formulació dels drets humans, tenint així mateix el mecanisme de la Convenció Europea de Drets Humans. L'obligació de seguir en aquesta línia ha forçat diverses nacions recentment adherides a la UE a fer canvis importants en la seva legislació, els serveis públics i el poder judicial. Molts dels canvis en el tractament de les minories ètniques i religioses, o l'eliminació de les disparitats de tractament entre les diferents faccions polítiques.

### El respecte i la protecció de les minories
Els membres d'aquestes minories nacionals han de ser capaces de mantenir la seva cultura i pràctiques tradicionals, incloent-hi el seu idioma sense sofrir cap mena de discriminació.
La convenció del Consell d'Europa en aquest tema va ser un gran avanç en aquest camp. No obstant això, aquest tema és tan sensible que el conveni encara no inclou una definició clara d'aquestes minories. Com a resultat d'això, molts dels Estats signataris han afegit aclariments oficials per a la seva signatura en la qual consta les minories de país. Les declaracions fetes pel que fa als tractats N º 157. Conveni Marc per a la Protecció de les Minories Nacionals inclouen: 
- A Dinamarca: la "minoria alemanya del sud de Jutlàndia".
- A Alemanya: "danesos de nacionalitat alemanya i els sòrabs de Lusàcia... els grups ètnics que resideixen tradicionalment a Alemanya, els frisons i els gitanos".
- A Eslovènia: "les minories italianes i hongareses".
- A Àustria: "les minories croates, eslovenes, hongareses, txeques, eslovaques i gitanes".
- A Romania: aquest país reconeix 20 minories nacionals i la seva llei electoral els garanteix representació parlamentària.

Molts altres signataris simplement van declarar que no tenen les minories nacionals, tal com va quedar definit.
Es va arribar a un consens (entre altres experts jurídics, els cridats grups de Venècia) que aquesta convenció es refereix a qualsevol grup ètnic, lingüístic o religiós de persones que es defineix a si mateixa com un grup distintiu, que forma la històrica població o en una part important històrica i actual de les minories En una zona ben definida, i que manté estable i les relacions d'amistat amb l'estat que viu. Alguns experts i dels països volien anar més enllà. No obstant això, les recents minories, com els immigrants, enlloc han estat enumerats pels països signataris de les minories afectats per aquest conveni.

## Criteris econòmics
Els criteris econòmics, en termes generals, requereixen que els països candidats tinguin un funcionament d'economia de mercat i que els seus productors tinguin la capacitat de plantar cara a la pressió competitiva de les forces del mercat dintre de la Unió.